# Iejima
Iejima (en japonés: 伊江島) es una isla en la prefectura de Okinawa, al sur del país asiático de Japón, situada a pocos kilómetros de la península de Motobu, de Okinawa Honto, en las islas Okinawa. Mide alrededor de 22 kilómetros de superficie, y tiene una población de 5.055 habitantes. La isla constituye un pueblo y se conecta a Okinawa Motobu-Wan a través del ferry (que también va a Tomari).
El accidente geográfico más notable es un pico llamado Gusukuyama (o 'Tacchu') a una altitud de 172 metros que se asemeja a un volcán, pero en realidad es un producto de la erosión.